# Bacevo, Bulgaria
Bacevo (în bulgară Бачево) este un sat situat în partea de sud-vest a Bulgariei în Munții Pirin. Aparține administrativ de Comuna Razlog din Regiunea Blagoevgrad. La recensământul din 2011 avea o populație de 1.617 locuitori.

## Demografie
Componența etnică a satului Bacevo
     Bulgari (92,57%)
     Nicio identificare (7,42%)
     Altele (0,49%)
La recensământul din 2011, populația satului Bacevo era de 1.617 locuitori. Din punct de vedere etnic, majoritatea locuitorilor (92,57%) erau bulgari. Pentru 7,42% din locuitori nu este cunoscută apartenența etnică.